# Dipoena redunca
Dipoena redunca là một loài nhện trong họ Theridiidae.
Loài này thuộc chi Dipoena. Dipoena redunca được Chuandian Zhu miêu tả năm 1998.